# 博州
博州（はくしゅう）は、中国にかつて存在した州。隋代から元初にかけて、現在の山東省聊城市一帯に設置された。

## 概要
596年（開皇16年）、隋により博州が立てられた。博州は聊城・博平・高唐の3県を管轄し、州治は聊城県に置かれた。606年（大業2年）、博州は廃止され、魏州に編入された。607年（大業3年）に州が廃止されて郡が置かれると、魏州は武陽郡と改められた。
621年（武徳4年）、唐が竇建徳を滅ぼすと、隋の武陽郡聊城県の地に博州が置かれた。742年（天宝元年）、博州は博平郡と改称された。758年（乾元元年）、博平郡は博州の称にもどされた。博州は河北道に属し、聊城・博平・武水・清平・堂邑・高唐の6県を管轄した。
北宋のとき、博州は河北東路に属し、聊城・高唐・堂邑・博平の4県を管轄した。
金のとき、博州は山東西路に属し、聊城・堂邑・博平・茌平・高唐の5県と王館・武水・回河・侯固・博平・広平・興利・固河・斉城・霊城・夾灘の11鎮を管轄した。
1267年（至元4年）、モンゴル帝国により博州は博州路総管府と改められた。1276年（至元13年）、元により博州路は東昌路と改称された。